# بازی هگز
هگز یک بازی دونفره است که بر روی شبکه شش ضلعی در اندازه‌های مختلف و چندین شکل ممکن انجام می‌شود. اما به صورت سنتی به شکل متوازی‌الأضلاع ۱۱×۱۱ می‌باشد.

این بازی مربوط به دستهٔ بزرگی از بازی‌ها به نام بازی‌های اتصالی است. از جمله بازی‌های اتصالی دیگر می‌توان به Y (بازی) و هوانه اشاره کرد. تمام این بازی‌ها از درجات مختلف شباهت‌هایی به بازی سنتی گو دارند.

## تاریخچه
بازی هگز اولین باردر سال ۱۹۴۲ توسط پیت هین، دانشمند، ریاضیدان، نویسنده وشاعر دانمارکی اختراع شد. در ۱۹۴۸ جان نش در پرینستون با کشف دوبارهٔ آن، موجب مشهور شدن این بازی شد. دانشجویان تحصیلات تکمیلی پرینستون به هگز «نش» یا «جان» می‌گفتند. اگر چه دومین کلمه بیشتر به کاشی‌های حمام شش‌گوشه‌ای که بر روی آن بازی می‌کردند، اشاره دارد. در ۱۹۵۲ شرکت برادران بارکر این بازی را با اسم Hex جهانی نمودند.

## قوانین بازی
هگز بازی دو نفره ایست که یک بازیکن مهره‌های سفید و دو ضلع مقابل در متوازی‌اضلاع و دیگری مهره‌های سیاه و دو ضلع مقابل دیگر را در اختیار دارد و در ابتدا صفحه بازی خالی است. بازی به صورت نوبتی انجام می‌شود و هر بازیکن با هدف رسیدن از یکی از ضلع‌های خود به ضلع دیگر خود، مهره‌های خود را در خانه‌های شش ضلعی می‌گذارد. مسلماً طرف مقابل نیز با حرکات خود یا باید این هدف را دنبال کند یا جلوی اتصال دوضلع حریف را بهم بگیرد. چرا که برنده بازی کسی است که دو ضلع مربوط به خود را با زنجیره پیوسته از مهره‌های خود به هم متصل کند.

نمایش نحوه بازی هگز

در تصویر متحرک مقابل نحوه بازی نمایش داده‌شده‌است.برای بازی آنلاین می‌توانید به این سایت مراجعه کنید.

با اینکه این بازی از قوانین ساده‌ای برخوردار است، اما می‌تواند بینش بسیاری برای مفاهیم ریاضی فراهم آورد.
از جمله نتایجی که از طریق نظریه بازی‌های ترکیباتی در بازی هگز به آن رسیده‌اند، این است که این بازی از معدود بازی‌هایی است که هیچ‌گاه به مساوی نمی‌انجامد. همچنین معمولاً بازیکن اول بازی را می‌برد؛ که در زیر اثبات‌هایی برای آن آمده‌است: 

### بازی هیچگاه به مساوی نمی‌انجامد
برای آن که نشان دهیم این بازی هرگز به حالت تساوی ختم نمی‌شود، کافیست نشان دهیم که اگر تمام صفحهٔ بازی از مهره‌ها پر شده باشد، آن گاه حتماً یکی از طرفین برنده شده‌است. فرض کنید R و S و O و P سواحل یک رودخانه هستند. مهره‌های بازیکن اول نشانگر وجود آب هستند که دو ساحل R و S را در اختیار داردو بازیکن دوم سعی می‌کند با قرار دادن بلوک‌های سنگی راه آب را سد کند که در این صورت برندهٔ بازی خواهد بود. واضح است که بازیکن دوم تنها در صورتی در سد کردن راه آب موفق شده‌است که بتواند با ردشدن از روی سنگ‌هایش از عرض رودخانه بگذرد، در غیر این صورت آب از R به S جریان خواهد داشت و بازیکن بازنده خواهد بود.

### بازیکن اول بازی را می‌برد
فرض کنیم روش یا استراتژی ای برای برد نفر دوم وجود داشته باشد. نفر اول می‌تواند با انجام یک حرکت تصادفی خود را نفر دوم فرض کند و با استفاده از روش ادعا شده به بازی ادامه دهد و هر گاه در جریان بازی لازم شد مهره‌ای در محل حرکت اول قرار دهد، چون این خانه از قبل اشغال شده، یک حرکت تصادفی دیگر انجام دهد. پس اگر نفر دوم روشی برای برد داشته باشد، نفر اول نیز روشی برای برد خواهد داشت. (یک حرکت اضافهٔ نفر اول مشکلی برای برد او ایجاد نمی‌کند، تنها ممکن است به برد او کمک کند) اما می‌دانیم که تنها یک نفر برنده خواهد شد و امکان تساوی هم نیست؛ بنابراین روش ادعایی نمی‌تواند وجود داشته باشد.

## حرکات ویژه

### پل
به دو خانه‌ای که می‌توان به شکل مقابل به هم متصل کرد، گفته می‌شود. این یک ارتباط امن است چراکه حریف برای جلوگیری از آن به دو نوبت بازی بیشتر نیاز دارد.

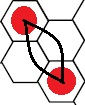
حرکات ویژه - پل

### کناره
یک الگویی از خانه‌های خالی است که به ارتباط امن با لبه‌ها می‌انجامد. مثالی از اتصال به کناره‌ها را در شکل مقابل می‌بینید. به انتخابی که مهره سیاه برای جلوگیری از نفوذ مهره سفید می‌تواند داشته باشد، توجه کنید.

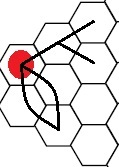
حرکات ویژه - کناره

### حرکت وادار کننده
حرکتی است که موجب می‌شود حریف مجبور شود، برای جلوگیری از شکست قریب‌الوقوع خود در خانه‌های مشخصی مهره بگذارد.

### نردبان
دنباله‌ای از حرکت‌های وادارکننده در طول خطی است که هرکدام از دو طرفین بازی مجبور می‌شوند مهره‌های خود را در کنار مهره‌های حریف بگذارد. چگونگی مجبور کردن حریف برای ایجاد نردبان مزیت بزرگی برای مبتدیان می‌باشد. فلش جهت نردبان تشکیل شده را نشان می‌دهد.

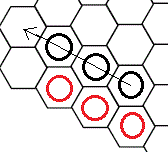
حرکات ویژه - نردبان

### فرار از نردبان
به اشغال خانه‌ای در مسیر نردبان گفته می‌شود. یک فرار از نردبان بازیکن را قادر می‌سازد به جلوتر از حریف بپرد یا به کناره‌ها متصل شود.